# 田宮トモエ
田宮 トモエ（たみや ともえ）は、日本の女性声優。

## 出演作品
太字は主役もしくはメインキャラクター

### ゲーム
- デモンパラサイト 〜悪魔のような天使の彼女〜（リーシャ）
- はじめの一歩 PORTABLE VICTORIOUS SPIRITS（観客声援）
- リトルバスターズ!（直枝理樹〈声はミニゲーム・一部シナリオのみ〉、棗鈴、笹瀬川佐々美、笹瀬川佐々美とりまき三人娘C、学食ミニゲームの女生徒の声）
  - リトルバスターズ! Converted Edition（棗鈴、笹瀬川佐々美）